# 르콩트
르콩트(프랑스어: Lecomte)는 프랑스를 대표해서 1900년 하계 올림픽에 출전한 양궁 선수이다. 그는 오 코르동 도레 50m 부문에 참가해서 선두인 앙리 에루앙에 6점 뒤진 25점을 기록하였다.

## 같이 보기
- 1900년 하계 올림픽 양궁